# Fédération du Nigeria de football
La Fédération du Nigeria de football (Nigeria Football Federation (en) NFF) est une association regroupant les clubs de football du Nigeria et organisant les compétitions nationales et les matchs internationaux de la sélection du Nigeria.
La fédération nationale du Nigeria est fondée en 1945. Elle est affiliée à la FIFA depuis 1960 et est membre de la CAF depuis 1960.